# Gian Piero Ghio
Gian Piero Ghio (Agna, 28 gennaio 1944) è un ex calciatore e allenatore di calcio italiano, di ruolo attaccante.

## Carriera

### Giocatore

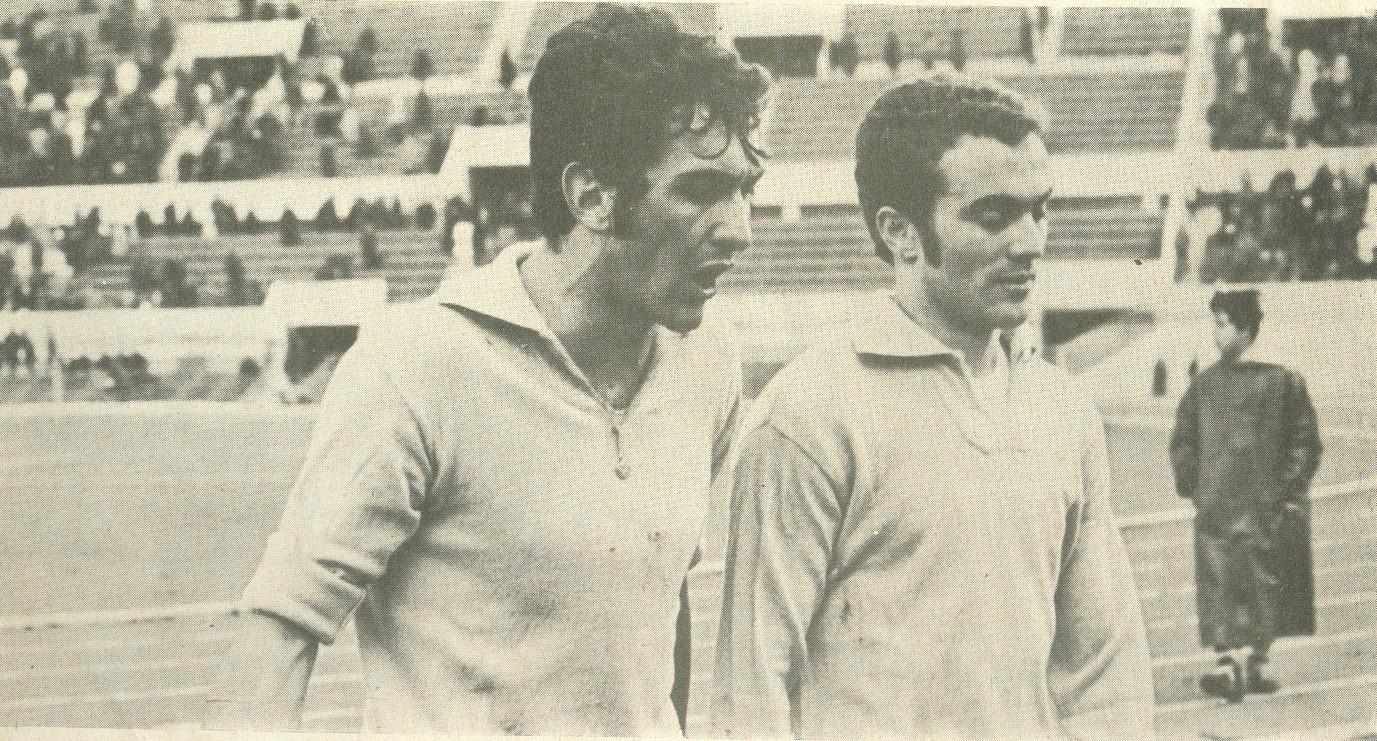
Ghio alla Lazio sul finire degli anni sessanta, insieme al compagno di squadra Ferruccio Mazzola.

Centravanti, ma in grado di ricoprire anche il ruolo di ala sinistra, crebbe nella Sampdoria, senza mai trovare spazio in prima squadra. Nel corso degli anni sessanta fece esperienza nella Vis Sauro Pesaro, in Serie C, nel Monza, in B, e nell'Avellino, società nella quale si mise in luce nel corso del campionato 1967-68, vincendo il titolo di capocannoniere del suo girone con 20 reti in 29 gare.
L'anno successivo passò alla Lazio, con cui ottenne la promozione in Serie A al termine del campionato 1968-69, vinto proprio dalla formazione romana.
Vestì successivamente le maglie di Napoli e Inter, come riserva di Roberto Boninsegna. In nerazzurro esordì anche in Coppa dei Campioni, mettendo a segno una rete nella gara degli ottavi di finale contro il Borussia Mönchengladbach.
Dopo la parentesi interista ha vestito le maglie di Atalanta, Novara, Juniorcasale e poi Brescia nel 1976, in Serie B. Ha poi militato nei campionati dilettanti giocando nella Colligiana, nel campionato di Promozione toscana nella stagione 1978-1979. Intraprese poi la carriera di allenatore in Serie C1 e Serie C2.
In carriera ha collezionato complessivamente 76 presenze e 11 reti in Serie A e 136 presenze e 26 reti in Serie B.

### Allenatore
Dopo il debutto con la Ternana, approdò nel 1982 ad un'Alessandria (Serie C2) che mirava al salto di categoria: il suo stile di gioco offensivo non diede frutti e fu esonerato dopo 15 gare.
In seguito allenò varie squadre tra Serie C1 e Serie C2.

## Palmarès

### Giocatore

#### Club

##### Competizioni nazionali
- Campionato italiano di Serie B: 2

Sampdoria: 1966-1967
Lazio: 1968-1969